# 1964 (emulador)
1964 és un emulador de consola de la Nintendo 64 per al sistema operatiu Windows, escrigut en el llenguatge de programació C i llançat en codi obert sota llicència GNU.
1964 és un dels més vells i populars emuladors de N64 i té suport per a gairebé totes les ROM que s'han llançat per a aquest sistema.
1964 funciona mitjançant un sistema de plugins, com l'emulador de Playstation PCSX, on cadascun pot escriure plugins dedicats al so, controls, vídeo i/o RSP. Se sol pensar que el nucli de 1964 és molt més estable que la majoria dels emuladors de Nintendo 64 com Project 64. 1964 necessitava una màquina una mica nova per a l'època en la qual va sortir; un Intel Celeron a 700 MHz, una targeta gràfica GeForce 2, 128 MB de RAM i DirectX 8.0 o versions superiors són recomanats.
No obstant això, si volem que l'emulador funcioni per complet necessitarem com a mínim un AMD Athlon XP 2200 o millor, o un Intel Pentium 4 de 2 GHz o millor, 512 MB de RAM, i Windows 2000 o XP. Aquests requisits majors es necessiten per a videojocs que demanin molta més memòria i capacitat de procés com el GoldenEye 007 o Perfect Dark, els quals van posar la consola fins al límit.
En aquest cas, Windows XP o 2000 són essencials perquè la versió en win32 de l'emulador és més estable que sota Windows 98 o Me. L'estabilitat és important, a causa del fet que l'emulació pot acabar en el tancament de l'aplicació. Sota els sistemes pre-NT, l'aplicació pot tancar-se si l'emulador fa funcionar una gran quantitat de opcodes no suportats.
Tot i la gran avançada emulació, una de les complicacions és la compatibilitat 100% a causa de la CPU. La CPU MIPS de la Nintendo 64, la R4300i, és molt complexa i no totes les seves funcions són suportades.
Amb l'ajuda de plugins com el plugin de vídeo d'Arrissi, 1964 pot carregar textures en major resolució.